# XMOS
XMOS ist ein britischer Halbleiterhersteller ohne eigene Fertigungsstätten mit Sitz in Bristol. XMOS hat sich auf Mehrkernprozessoren mit hardwareseitigem Multithreading für harte Echtzeitsysteme und DSP-Anwendungen spezialisiert.

## Geschichte
XMOS wurde im Juli 2005 von Ali Dixon, James Foster, Noel Hurley, David May und Hitesh Mehta gegründet, unter anderem mit Startkapital der Universität Bristol. Der Name XMOS lehnt sich an Inmos an, einige grundlegende Konzepte fanden bereits beim Transputer Anwendung.

## Technologie
Die von XMOS entwickelten Prozessoren enthalten einen oder mehrere Kerne, die jeweils hardwareseitiges Multithreading implementieren. Als einzige dedizierte Schnittstelle sorgt ein auf dem Chip befindlicher Switch für transparente Verbindungen sowohl zwischen den Threads eines Kerns als auch den Kernen eines Prozessors und verschiedenen Prozessoren. Dadurch lassen sich große parallele Cluster konstruieren, wobei sowohl paketorientierte Kommunikation zwischen Threads möglich ist als auch Streaming. Andere Schnittstellen werden ausschließlich in Software direkt an den bis zu 64 I/O-Pins realisiert, dabei werden Datenraten bis 100 Mbit/Sekunde erreicht (z. B. Ethernet). Daher lassen sich die Prozessoren sehr vielseitig einsetzen und sind im Einsatz nicht auf spezielle Anwendungen beschränkt. Zur Entwicklung von Software dienen eine Portierung des LLVM-Compilers und des GDB.